# 2494 Інґе
2494 Інґе (2494 Inge) — астероїд головного поясу, відкритий 4 червня 1981 року.
Тіссеранів параметр щодо Юпітера — 3,171.